# Madame Rivière
Madame Rivière est un portrait peint par Jean-Auguste-Dominique Ingres, qui fait partie d'un ensemble de portraits de la famille Rivière exposé au Salon de 1806.
Surnommé « la Femme au châle », il représente  Sabine Rivière née Marie-Françoise-Jacquette-Bibiane Blot de Beauregard épouse de Philibert Rivière de L'Isle. Le portrait inscrit dans un ovale se caractérise par ses lignes sinueuse et l'absence de volume qui par son abstraction annonce les recherches picturales de Cézanne et Picasso. Le tableau fait partie des collections du musée du Louvre. 